# Звірі королеви

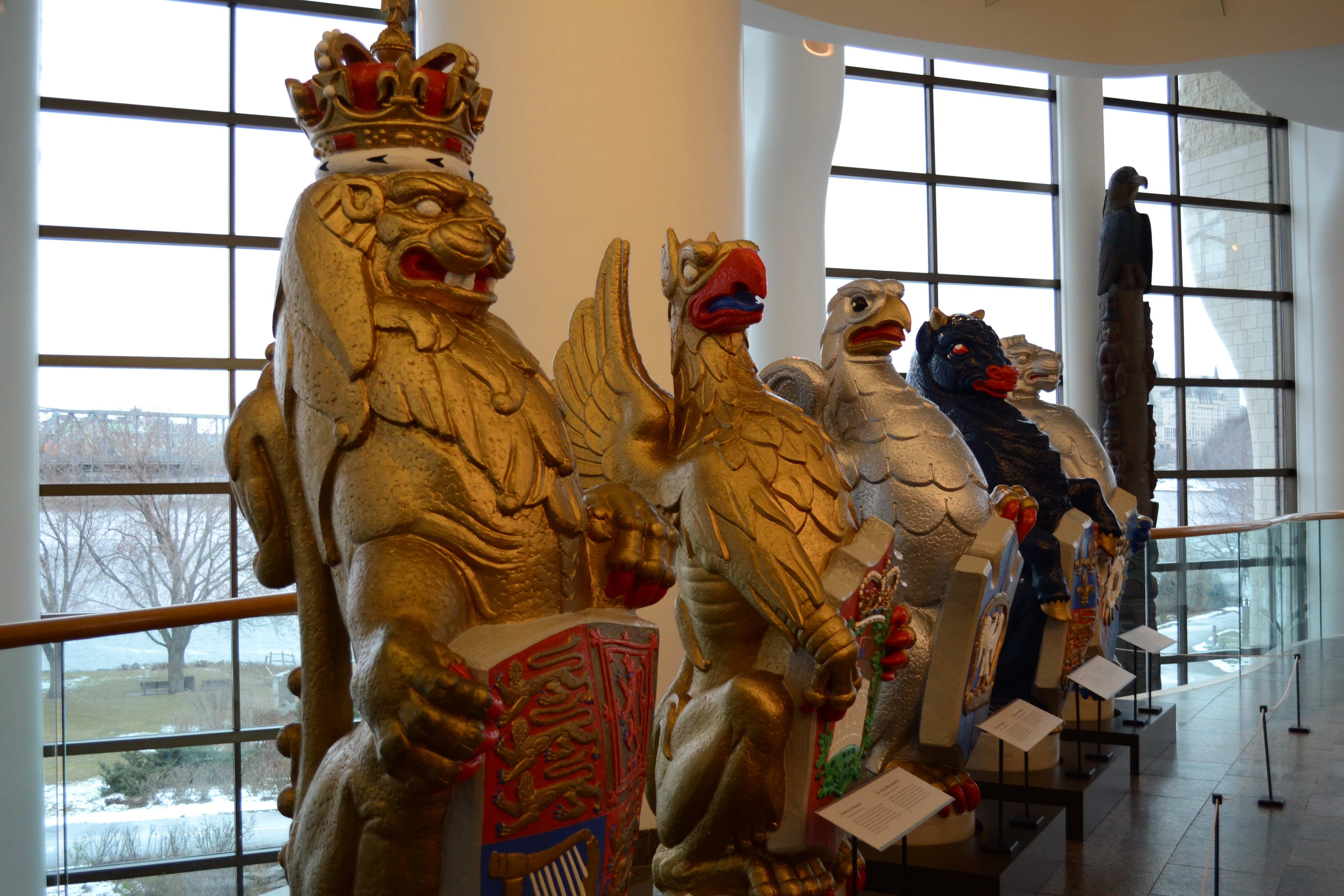
Оригінальні скульптури Звірів королеви в Канадському музеї історії.

Звірами королеви називають десять геральдичних скульптур, що представляють генеологію королеви Єлизавети ІІ, зображаючи тварин-щитотримачів королівського герба. 
Вони стояли перед тимчасовим західним флігелем Вестмінстерського абатства в 1953 р. під час коронації королеви Єлизавети ІІ. Кожен Звір королеви складався з геральдичної тварини, яка підтримувала щит з гербом або знаком сім'ї, що асоціюється з предками королеви Єлизавети ІІ. Звірі королеви були замовлені Британським міністерством праці у скульптора Джеймса Вудфорта на суму 2 750 фунтів стерлінгів. на момент коронації скульптури не були розфарбовані, за виключенням їх щитів.
Вони є частиною виставки Канадського музею історії.
Існують і інші скульптури Звірів королеви, яких деколи називають Звірами короля, в Гемптон-корт і в Королівських ботанічних садах в К'ю, а також на даху капели святого Георга в Віндзорському замку.

## Походження
Існує інших десять геральдичних звірів в Гемптон-корт біля Лондона, що дуже схожі на Звірів королеви. Вони були відновлені на початку XX ст. на основі оригінальних скульптур, виготовлених 400 років тому для  Генріха VIII, зазвичай їх називають "Звірами короля". Скульптури висічені з каменю і кожен звір зображений напівсидячи, тримаючи щит з зображенням гербу або геральдичного знаку. Тварини і герби, які вони мають на щитах, свідчать, що вони створені саме для короля Генріха VIII і його третьої королеви Джейн Сеймур.
Восени 1957 р. міністерство праці, готуючись до події, що мала статися за кілька місяців, звернулося до члена Королівської Академія мистецтв і скульптора Джеймса Вудфорда з пропозицією створити десять нових звірів. Скульптури повинні були бути схожі за стилем і формою на існуючі в Гемптон-корт, але пов'язані з королевою. Точні копії Звірів короля не підходили для коронації, деякі з них мали дуже віддалений зв'язок з сім'єю Єлизавети II і її походженням.

## Опис
Скульптури висотою біля 6 футів (1,8 м) і вагою 700 фунтів (320 кг) кожна. Так як вони виконані з гіпсу, повинні зберігатися без впливу погодних умов. Для коронації звірі не були розфарбовані, за виключенням їх щитів, але зараз скульптури покриті фарбою повністю.